# سوفانا فوما
الأمير: سوفانا فوما (لاو:ເຈົ້າສຸວັນນະພູມາ) ، من مواليد 7 أكتوبر 1901م ، وتوفي بتاريخ 10 يناير 1984م ، عمل رئيساً للوزراء بداية من تاريخ تعيين منصبه 21 نوفمبر 1951م ، وجدد منصب رئيس الوزراء 3 مرات حتى سقطت مملكة لاوس بأيدي موظفي الدولة المؤيدين للشيوعية عام 1975م.

## سياسته الخارجية
أعلن الأمير سوفانا فوما أن بلاده تعتبر محايداً خلال حرب فيتنام ، وكان من ضمن الإتفاقيات خروج القوات الأجنبية من لاوس.

## مصدر
1. ↑  "Married". تايم (مجلة). 1 نوفمبر 1968. مؤرشف من الأصل في 2013-06-24. اطلع عليه بتاريخ 2008-08-05. Princess Moune, 33, daughter of Laotian Premier Prince Souvanna Phouma, currently a foreign-affairs adviser in her father's cabinet; and Perry J. Stieglitz, 48, cultural-affairs attaché of the U.S. embassy in, Vientiane; she for the second time, he for the first; in a traditional Buddhist ceremony; in Vientiane.